# Anandravy
Anandravy är en ort i Madagaskar.   Den ligger i regionen Haute Matsiatraregionen, i den södra delen av landet, 400 km söder om huvudstaden Antananarivo. Anandravy ligger 169 meter över havet och antalet invånare är 4 000.
Terrängen runt Anandravy är platt åt sydost, men åt nordväst är den kuperad. Terrängen runt Anandravy sluttar österut. Runt Anandravy är det ganska tätbefolkat, med 70 invånare per kvadratkilometer. Närmaste större samhälle är Vondrozo, 12,6 km nordväst om Anandravy. Omgivningarna runt Anandravy är huvudsakligen savann.